# Parc préfectoral Kikaku

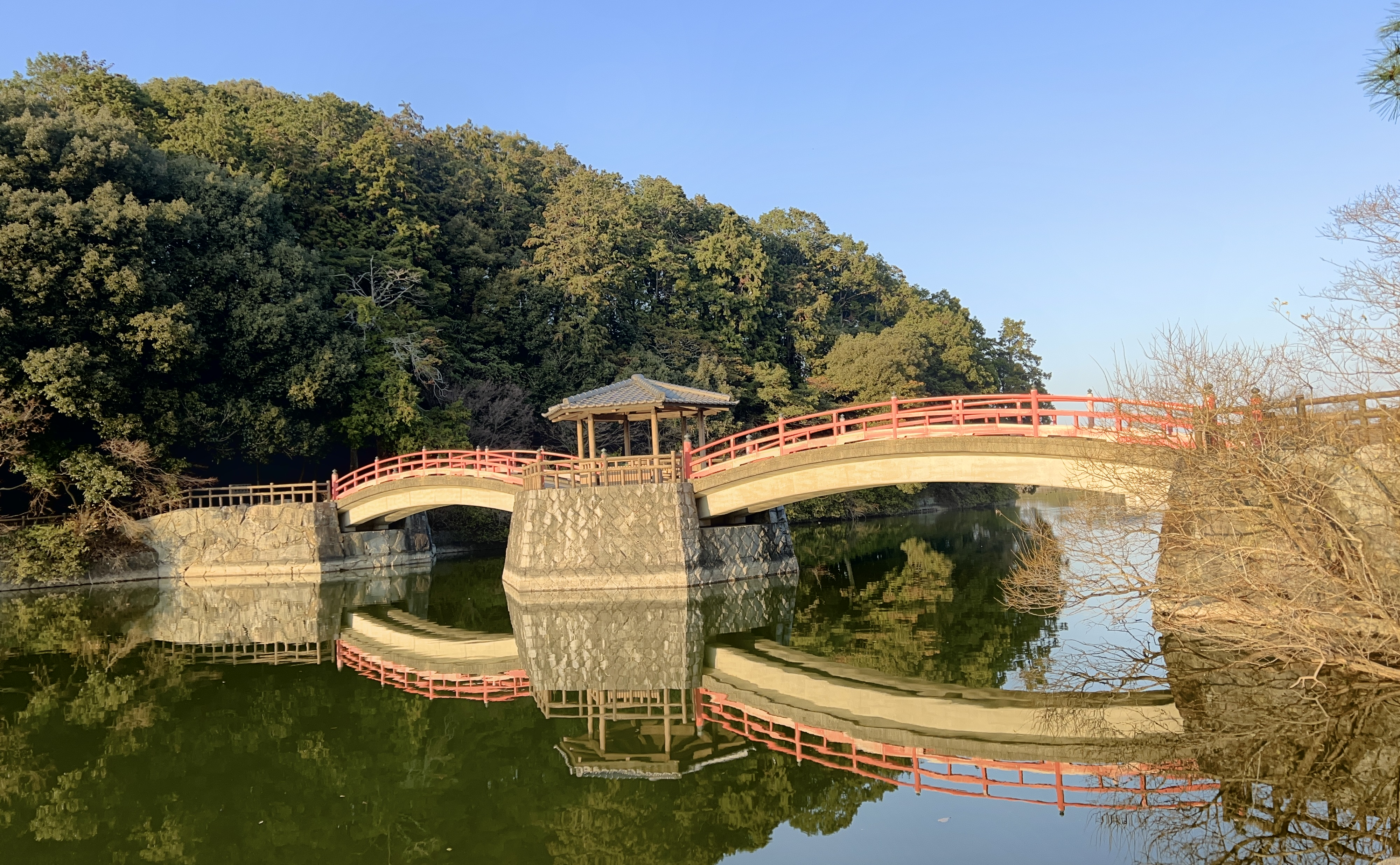
La Kame-jima et le Sakura-bashi dans le parc préfectoral Kikaku.

Le parc préfectoral Kikaku (香川県立亀鶴公園, Kagawa kenritsu Kikaku kōen) se trouve dans la ville de Sanuki, préfecture de Kagawa, au Japon. Il possède le statut de parc préfectoral depuis le 1er juin 1949.
Le parc Kikaku est désigné lieu de beauté pittoresque.